# 차암

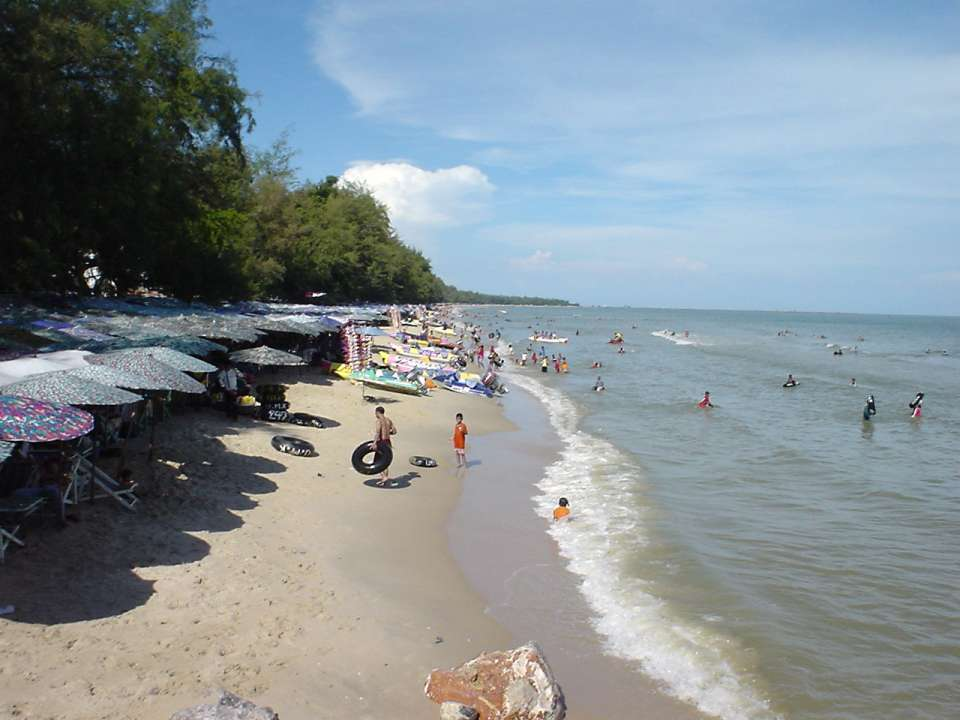
차암 해변

차암(Cha-am, 태국어: ชะอำ, 발음 [t͡ɕʰáʔām] 또는 [t͡ɕʰāʔām])은 태국 서부 펫차부리주 남부에 위치한 암프이다.
이 암프는 1897년 "나양"이라는 이름으로 건립되었다. 1914년 이 암프의 중심지가 반농촉으로 이동되었다. 제2차 세계 대전 후 정부는 사무소를 탐본(tambon←암프를 세분화한 지역 단위) 차암으로 옮기면서 이 지역의 이름은 차암(Cha-am)으로 한 차례 더 변경되었다.

## 탐본
차암 암프는 9개의 탐본으로 나뉜다.
| 1. | Cha-am            | ชะอำ        |  |
| 2. | Bang Kao          | บางเก่า      |  |
| 3. | Na Yang           | นายาง       |  |
| 4. | Khao Yai          | เขาใหญ่      |  |
| 5. | Nong Sala         | หนองศาลา    |  |
| 6. | Huai Sai Nuea     | ห้วยทรายเหนือ |  |
| 7. | Rai Mai Phatthana | ไร่ใหม่พัฒนา   |  |
| 8. | Sam Phraya        | สามพระยา    |  |
| 9. | Don Khun Huai     | ดอนขุนห้วย    |  |

## 차암 해변
차암 해변은 도로로 매우 아름다운 해변이다. 해변의 길이는 약 2km 정도이다.이곳에는 태양, 바다 그리고 모래가 잘 조화되어 아름다운 자연의 즐거움을 더해 주고 있다. 해양스포츠를 즐기는 관광객들이 많다.